# Bahnhof Klausen

Der Bahnhof Klausen (italienisch Stazione di Chiusa, ladinisch Stazion de Tluses) befindet sich an der Brennerbahn in Südtirol. 

## Lage
Der Bahnhof Klausen befindet sich auf 523 m Höhe im mittleren Eisacktal im Ortsteil Griesbruck nordöstlich des Stadtzentrums von Klausen. Die nahe Altstadt liegt etwas versetzt auf der gegenüberliegenden Seite des Eisacks und ist mit einer Fußgängerbrücke schnell erreichbar. Klausen ist ein wichtiger Knotenpunkt des Individualverkehrs, da sich hier eine Ausfahrt der A22 befindet und SS 12 und SS 242 dir aufeinandertreffen.

## Geschichte
Der Bahnhof Klausen wurde im August 1867 zusammen mit dem gesamten Abschnitt der Brennerbahn zwischen Innsbruck und Bozen in Betrieb genommen. Zwischen 1916 und 1960 befand sich in unmittelbarer Nachbarschaft die Endstation der Grödner Bahn, was die Bedeutung des Bahnhofs weiter stärkte. Eine vor dem Ersten Weltkrieg geplante Verlängerung der Rittner Bahn über Klobenstein hinaus nach Klausen scheiterte hingegen am Krieg.
Im 20. Jahrhundert erfolgten diverse kleinere Adaptierungsarbeiten, unter anderem die Anlage von P+R-Plätzen. Eine durch das Land Südtirol finanzierte gründliche Renovierung und teilweise Musealisierung des Aufnahmsgebäudes wurde 2009 abgeschlossen. Im Zuge der Sanierungsarbeiten der Innenräume wurden spätere bauliche Ergänzungen wieder auf den Originalzustand zurückgebaut.

## Baulichkeiten
Das von Wilhelm von Flattich entworfene Aufnahmsgebäude ist nahezu vollständig in seinem Originalzustand erhalten. Es ist aus hellem Brixner Granit gemauert, dekorative Elemente wie der bossierte Sockel und die Eckquader sind hingegen in Porphyr gefertigt. Straßenseitig ist das Dach mit hölzernen Giebeln gestaltet. Seit 2004 steht das Gebäude unter Denkmalschutz.

## Funktion
Der Bahnhof Klausen ist betriebstechnisch seit 2006 nur noch ein Haltepunkt. Bedient wird er durch Regionalzüge der Trenitalia sowie der SAD. Die Bedeutung des Bahnhofs ergibt sich aus der Funktion Klausens als Verkehrsknotenpunkt des mittleren Eisacktals.